# Godzilla (2014)
Godzilla ist ein US-amerikanischer Monsterfilm des Regisseurs Gareth Edwards aus dem Jahr 2014. In der Hauptrolle spielt Aaron Taylor-Johnson, in weiteren Rollen Elizabeth Olsen, Bryan Cranston, Sally Hawkins, Juliette Binoche und Ken Watanabe. Es ist die zweite US-amerikanische Verfilmung (nach Roland Emmerichs Godzilla von 1998) des gleichnamigen Monsters aus der japanischen Filmreihe, die erstmals 1954 produziert wurde. Er ist Auftaktfilm des MonsterVerse.

## Handlung
Im Jahr 1999 reisen die Wissenschaftler Dr. Ishiro Serizawa und Dr. Vivienne Graham von der Geheimorganisation Monarch auf die Philippinen, um ein gigantisches versteinertes Skelett zu untersuchen, das bei Minenarbeiten entdeckt wurde. Daraus ist ein prähistorisches Riesenmonster geschlüpft, das wenig später ein Atomkraftwerk in Japan zerstört. Hierbei stirbt Sandra Brody, die Frau des Ingenieurs Joe Brody, die beide im Kraftwerk arbeiten. Ihr Sohn Ford Brody muss den Einsturz des Kraftwerks aus der Ferne mit ansehen. Die Katastrophe wird als Erdbebenunglück vertuscht und das Kraftwerk samt der angrenzenden Stadt zum Sperrgebiet erklärt.
15 Jahre später dient der mittlerweile erwachsene Ford Brody als Soldat in der US-Armee und hat eine Familie in San Francisco gegründet. Er wird nach Japan gerufen, nachdem sein Vater illegal in das Sperrgebiet eingedrungen ist. Joe Brody, der den offiziellen Unglückshergang nie geglaubt hat und die Wahrheit herausfinden will, überredet seinen Sohn, mit ihm die Sperrzone erneut zu betreten. Sie werden aber erwischt und zum ehemaligen Kraftwerk, mittlerweile ein großer Forschungskomplex, gebracht. In der Ruine des Kernkraftwerks hat sich das Monster verpuppt und sich von der Radioaktivität ernährt, doch nun ist es bereit zum Schlüpfen. Es bricht aus der Sperrzone aus und fliegt Richtung Osten davon. Dabei wird Joe schwer verletzt und stirbt später. Ford Brody wird von Dr. Serizawa um Hilfe gebeten. Sein Vater habe eine Art „Rufen“ des Monsters, das von nun an „Muto“ („Massiver unbekannter terrestrischer Organismus“) genannt wird, aufgezeichnet; ein Paarungsruf, wie sich herausstellt. Aus einer zweiten Puppe, die in einer Atommülldeponie in Nevada lagerte und für tot gehalten wurde, schlüpft das Weibchen. Dr. Serizawa klärt Ford über die Organisation Monarch auf, die der Erforschung der Riesenmonster dient, und er erfährt von der Existenz eines noch mächtigeren Monsters, das zugleich der natürliche Feind der Mutos ist: Godzilla. Alsbald taucht Godzilla aus dem Meer auf. In Honolulu kommt es zwischen Godzilla und dem männlichen Muto zum ersten Kampf; danach verfolgt Godzilla seinen Kontrahenten.
Die Monster sind mit konventionellen Waffen nicht zu töten; das US-Militär plant – entgegen Dr. Serizawas Protest – den Einsatz von Atombomben. Da die Mutos elektromagnetische Pulse freisetzen können, sind die Bomben mit mechanischen Zeitzündern versehen, doch eine mittlerweile tickende Bombe wird vom Muto-Männchen geschnappt. In San Francisco treffen beide Monster aufeinander und paaren sich. Das Weibchen baut ein Nest, in dem es seine Eier ablegt. Die Bombe dient als Nahrung für den Nachwuchs und bedroht mit ihrer Explosion nun die ganze Stadt. Sie kann nur vor Ort entschärft werden. Als Kampfmittelbeseitiger soll Ford dabei helfen. Ford wird mit einem kleinen Soldatentrupp per Fallschirmsprung über San Francisco abgesetzt. Seit vielen Stunden tobt zwischen Godzilla und den Mutos ein erbitterter Kampf. Das Entschärfungsteam erreicht das Nest, doch die Bombe kann nicht entschärft werden. Der Sprengkopf wird deshalb zu einem Boot im Hafen getragen und soll von dort aus aufs offene Meer gebracht werden. Ford gelingt es auch, einen havarierten Tanklastwagen zu öffnen und so das Nest in Brand zu stecken und den Muto-Nachwuchs zu töten. Er kann das Boot starten und von der Stadt wegsteuern, bricht dann aber verletzt und erschöpft zusammen. Er wird in letzter Sekunde von einem Militärhubschrauber gerettet, bevor die Atombombe auf dem offenen Meer, fern der Stadt, detoniert. Godzilla besiegt am Ende beide Mutos, doch kollabiert er nach seinem Kampf.
Am nächsten Tag findet Ford mit seiner Frau Elle und seinem Sohn Sam wieder zusammen. Godzilla erwacht und wird von den Menschen als „Retter der Stadt“ angesehen. Er verschwindet wieder in den Tiefen des Ozeans.

## Produktion

### Vorgeschichte
Bereits 1998 erschien ein US-amerikanischer Godzilla-Film in den Kinos, der unter der Regie von Roland Emmerich entstand und von TriStar Pictures, einer Tochterfirma der Sony Pictures Entertainment, produziert wurde. Der Film sollte den Grundstein einer neuen Godzilla-Filmreihe legen, doch die Fortsetzungen kamen nie zustande und man ließ die von Tōhō erworbene Lizenz im Jahr 2003 ungenutzt auslaufen.
Im August 2004 verkündete Yoshimitsu Banno, seinerzeit Regisseur des Godzilla-Films Frankensteins Kampf gegen die Teufelsmonster (1971), seine Pläne, Godzilla als 3D-IMAX-Kurzfilm erneut in die Kinos bringen zu wollen. Als Produzent wurde Kenji Okuhira genannt. Banno besaß die notwendigen Rechte und das japanische Team kam mit dem US-amerikanischen Produzenten Brian Rogers in Kontakt. Ab 2007 plante man nach Neuverhandlungen mit Tōhō, dem Rechteinhaber Godzillas, die Produktion eines abendfüllenden 3D-Spielfilms. Bei der Suche nach einer Filmproduktionsgesellschaft kam man schließlich zu Legendary Pictures, wo man den Stoff als Reboot umsetzen wollte.

### Projektentwicklung
Am 29. März 2010 gab Legendary Pictures bekannt, dass man von Tōhō die erforderlichen Rechte zur Produktion eines Godzilla-Films in Form eines Reboots erworben hatte. Der Film solle als Koproduktion mit Warner Bros. Pictures entstehen, deren Veröffentlichung man für das Jahr 2012 anstrebe. Neben Legendary Pictures würden Dan Lin, Roy Lee und Brian Rogers als Produzenten und Yoshimitsu Banno, Kenji Okuhira und Doug Davison als ausführende Produzenten fungieren. Im Januar 2011 wurde Gareth Edwards als Regisseur bekannt. Für Legendary Pictures übernahmen Thomas Tull und Jon Jashni die Produzentenrolle. Ende 2011 wurde klar, dass der Kinostart für das Jahr 2012 nicht eingehalten werden konnte. Laut Edwards gab es zwar viele lose Ideen, die Produktion hatte aber immer noch keine klare Form angenommen und auch die völlige Einstellung schien ihm möglich. Erst als ein rund eineinhalbminütiger Teaser bei der San Diego Comic-Con International 2012 vorgeführt wurde und dieser begeisterte Reaktionen erntete, erhielt das Filmprojekt, so Edwards, den nötigen Vorwärtsschub. Im September 2012 kündigte Legendary Pictures den US-Kinostart für den 16. Mai 2014 an und gab ferner bekannt, den Film auch in 3D in die Kinos zu bringen. Warner Bros. Pictures werde den weltweiten Verleih übernehmen, ausgenommen Japan, wo Tōhō für den Verleih zuständig sein werde. Als ausführende Produzenten kamen Alex Garcia und Patricia Whitcher hinzu. Etwa zwei Monate später gab die IMAX Corporation bekannt, Godzilla auch im IMAX-Format zu veröffentlichen. Das Filmbudget von 160 Millionen US-Dollar trug Legendary Pictures zu 75 Prozent.
Im Januar 2013 trat Mary Parent als Produzentin seitens der Firma Disruption Entertainment in die Produktion ein, während die ursprünglichen Produzenten Dan Lin, Roy Lee und Doug Davison entlassen wurden. Dies sollte einen Rechtsstreit nach sich ziehen, da Legendary Pictures nur einen Bruchteil der ursprünglichen Vergütung, die laut den drei Produzenten mündlich vereinbart worden war, an diese auszahlen wollte.

### Drehbuch
Die Handlung und den ersten Drehbuchentwurf verfasste Dave Callaham. Der Entwurf wurde später von David S. Goyer innerhalb von drei bis vier Wochen in der Funktion eines Script Doctors überarbeitet. Im November 2011 wurde bekannt, dass Max Borenstein das eigentliche Drehbuch zu Godzilla schreiben werde. Borenstein stand dabei in engem Austausch mit Edwards und man wählte einen realistischen, geerdeten Ansatz. Es sollte ein ernsthafter Film werden, gemäß dem Motto, was passieren würde, sollte Godzilla tatsächlich in der realen Welt auftauchen. Damit entschied man sich bewusst gegen einen allzu witzigen oder (selbst-)ironischen Tonfall (siehe auch Abschnitt Themen und Motive). Ende 2012 beauftragte man Drew Pearce mit der Vornahme kleinerer Korrekturen, um das Alter der Figuren an den Cast anzupassen. Im Januar 2013 – zwei Monate vor Drehbeginn – wurde Frank Darabont mit der Erstellung der finalen Drehbuchfassung betraut. Laut Darabont werde Godzilla als „riesige, erschreckende Naturgewalt“ in Erscheinung treten.

### Regie und Besetzung

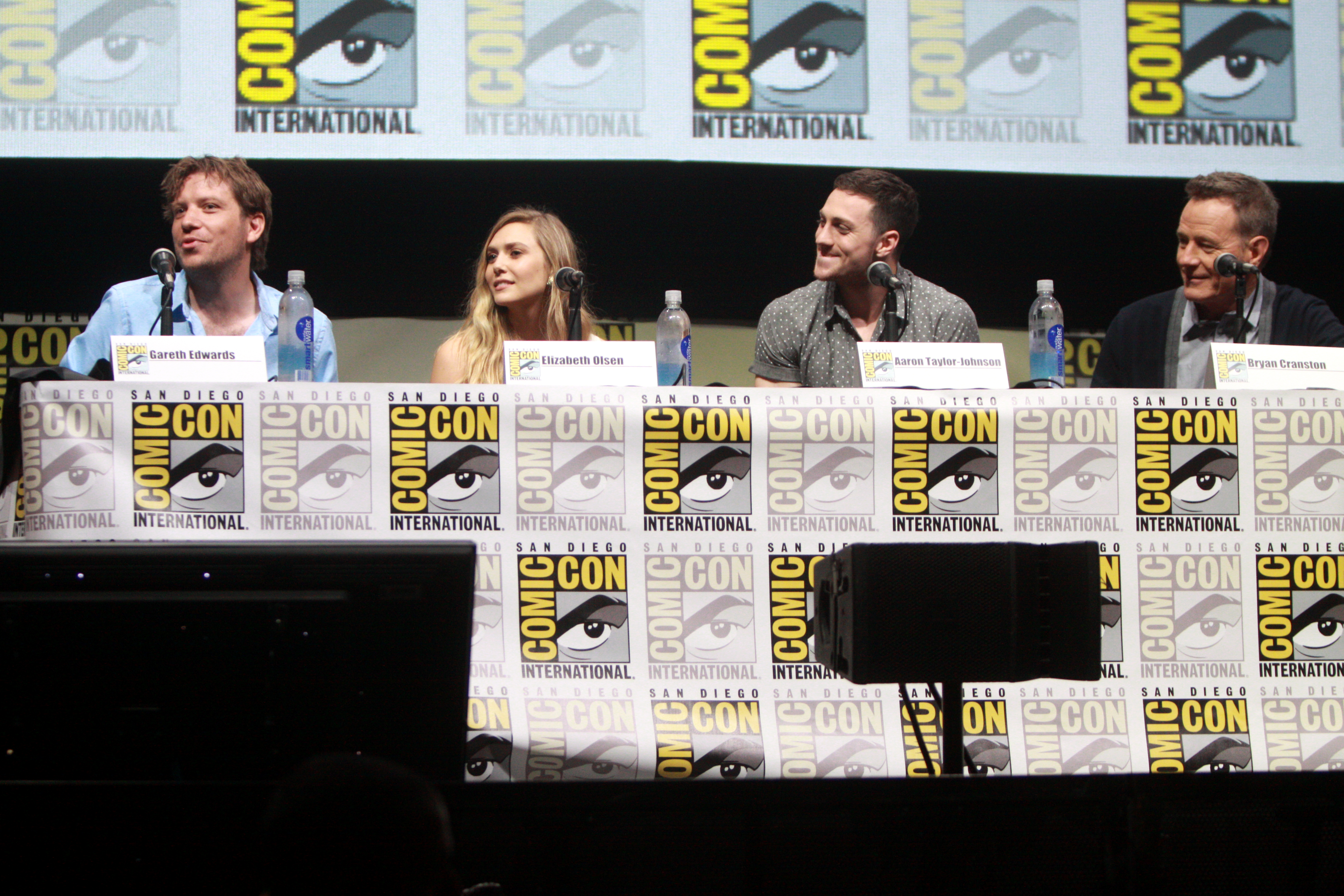
Von links nach rechts: Gareth Edwards, Elizabeth Olsen, Aaron Taylor-Johnson und Bryan Cranston (San Diego Comic-Con International 2013).

Man verpflichtete Gareth Edwards als Regisseur, wie im Januar 2011 bekannt wurde. Edwards hatte mit Monsters, ebenfalls ein Monsterfilm, erst einen Spiel- bzw. Kinofilm gedreht. Hierbei betrug das Budget nur 500.000 US-Dollar und er kreierte die visuellen Effekte selbst auf seinem Laptop. Der Produzent Thomas Tull war beeindruckt, dass Edwards mit so geringen Mitteln einen visuell aufwändigen Film geschaffen hatte, und bot ihm den Regieposten an. Da Edwards nun bei einem 160 Millionen US-Dollar teuren Tentpolefilm Regie führen sollte, waren sich beide Seiten eines gewissen Risikos bewusst.
Für die Hauptrolle sah man ursprünglich Joseph Gordon-Levitt vor, der jedoch aufgrund terminlicher Probleme die Rolle nicht annehmen konnte. Als Ersatz waren Henry Cavill, Scoot McNairy und Caleb Landry Jones im Gespräch. Rollenfavorit wurde dann aber Aaron Taylor-Johnson, wie man am 10. Januar 2013 erfuhr. Anfang Februar 2013 wurde bekannt, dass Bryan Cranston und Elizabeth Olsen mitspielen sollen, und Ende Februar 2013, dass Juliette Binoche in Rollenverhandlungen steht. In einer Pressemeldung vom 18. März 2013 (am Tag des Drehbeginns) bestätigten Legendary Pictures und Warner Bros. Pictures diesen Cast und gaben ferner Ken Watanabe als weiteren mitspielenden Schauspieler bekannt. Godzilla wurde zu einem gewissen Grad per Motion Capture von T.J. Storm „gespielt“. Andy Serkis hatte als bekannter Spezialist für diese Technologie eine beratende Funktion inne. Die Motion-Capture-Arbeit geschah erst während der Postproduktion und diente nur als Bewegungsvorlage für die Animatoren; die Figur wurde dann sehr wohl klassisch per Keyframeanimation animiert.
Für Akira Takarada, einer der Hauptdarsteller des ersten Godzilla-Films (1954), war ein Cameoauftritt geplant. Die Szene schaffte es aber nicht in den fertigen Film. Es war Takaradas siebte Beteiligung an einem Godzilla-Film.

### Dreharbeiten
Die Dreharbeiten begannen am 18. März 2013 in Vancouver und dauerten bis 13./14. Juli 2013. Als Kameramann fungierte Seamus McGarvey. Gedreht wurde Godzilla im Bildseitenverhältnis 2,39 : 1 mit der digitalen Kinokamera Arri Alexa Plus 4:3 in Kombination mit anamorphotischen Linsen der Serie Panavision C. Für die Titelsequenz verwendete McGarvey Vintage-Objektive aus den frühen 1960er Jahren. Godzilla wurde in 2D gedreht und nachträglich in 3D konvertiert. Die Konvertierung nahmen die Studios Gener8 und Stereo D vor.
Ein beträchtlicher Teil wurde in Vancouver und Umgebung aufgrund der dort ansässigen Filmstudios gedreht. Das Vancouver Convention Centre diente als Kulisse für die Flughäfen Tokio und Honolulu und das BC Place Stadium als das zur Notunterkunft umfunktionierte Stadion gegen Ende des Films. Der High View Lookout im Cypress Provincial Park war Drehort für die „Taktische Operationszentrale, Oakland, Kalifornien“. In Richmond drehte man die Mobilmachungsszene (im Film mit der Ortsangabe „Lone Pine“ versehen). Anfang Juli 2013 wurde on location auf Hawaii gedreht. Für die Aufnahme der Tsunamiszene in Waikiki engagierte man über dreihundert Statisten, die die fliehende Bevölkerung darstellen. Der Film entstand unter der Mitwirkung der United States Navy, die Dreharbeiten auf den Flugzeugträgern Carl Vinson, Nimitz und Ronald Reagan gestattete.
Für das Szenenbild war Owen Paterson zuständig. Insgesamt wurden 95 Sets gebaut. Die größten Studio-Sets waren das hohle Godzilla-Skelett (zu Filmbeginn) und das Muto-Nest.

### Monsterdesign
Roland Emmerichs Godzilla erntete seinerzeit harsche Kritik dafür, dass dieser wenig mit dem japanischen Original gemein habe. Schon bei der Ankündigung des Reboots ließ man daher durchklingen, dass man mit der Originalvorlage respektvoller umgehen werde. Tōhō legte eine Liste mit Figureneigenschaften vor, die berücksichtigt werden mussten. Im Gegensatz zu den japanischen Filmen, wo Godzilla traditionell von einem Darsteller im Kostüm gespielt wird, ist jener in der US-Verfilmung vollständig computeranimiert.
Beim Design ließ man sich von Bären, Komodowaranen, Eidechsen, Löwen und Wölfen inspirieren. Das Design des Gesichts wurde unter anderem von Drachen, Hunden, Katzen und Adlern beeinflusst. Die Struktur der Haut bzw. Schuppen orientierte sich an erstarrter Lava. Besonders großen Wert legte Edwards auf eine ausdrucksstarke Silhouette. Am Ende sollte das von Weta Workshop erstellte digitale 3D-Godzilla-Modell von allen Seiten das optimale Aussehen zeigen. Zur Festlegung der Figurengröße ließ man verschieden große Godzilla-Modelle durch ein 3D-Stadtmodell laufen und sah sich die Wirkung an. Mit 107 (108) Metern wurde es der größte Godzilla von allen Godzilla-Filmen. Edwards nannte hierfür einen pragmatischen Grund: Die Städte und Wolkenkratzer seien im Laufe der Zeit auch immer größer geworden. Die Moving Picture Company übertrug dann die Concept Art in die fotorealistische CGI-Version Godzillas im fertigen Film. Am Godzilla-Schrei arbeiteten die Sounddesigner Erik Aadahl und Ethan Van Der Ryn etwa sechs Monate. Die endgültige Version ist die Fünfzigste, die das Team produzierte.
Die Mutos stammen nicht aus dem Monster-Fundus des Studios Tōhō, sondern wurden für diesen Film neu entworfen. Dennoch dienten die klassischen Tōhō-Monster als Vorbild. Als Designgrundlage kamen unter anderem Moskitos, Insekten und Vögel in Betracht; die Stromlinienform schaute man sich von Flugzeugen ab. Die Laute der Mutos sollten sich mit eigenen Klick- und Schnattergeräuschen klar von denen Godzillas unterscheiden.

### Visuelle Effekte
Für die visuellen Effekte war Jim Rygiel als VFX Supervisor verantwortlich, der vor allem durch seine Arbeit an der Herr-der-Ringe-Trilogie als profilierter Effektespezialist galt. Godzilla, die Mutos und ihre Kampfszenen wurden von der Moving Picture Company (MPC) animiert, die VFX-Arbeit an der Bockbrückenszene und dem Muto-Kokon stammt von Double Negative (Dneg) und die Tsunami-Animation von Scanline. Um natürlich wirkende Bewegungen zu erhalten, entwarf man für Godzilla eigens eine Anatomie mit Skelett, Fett und Muskulatur. Für realistische Bewegungs- und Verhaltensweisen bei den Monsterkämpfen studierte man Filmaufnahmen von Tierkämpfen zwischen Bären bzw. zwischen Komodowaranen. Die MPC baute für den finalen Kampf die Innenstadt von San Francisco digital nach, in der man die keyframeanimierten Monster frei bewegen konnte. Zuvor unternahm man Touren in die Stadt und fertigte mit Gigapixelkameras hochauflösende Panoramafotos an, die als Vorlage dienten. Als besonders schwierig erwies sich die Simulation von Rauch, Schutt und Trümmern und die Interaktion der Monster mit diesen Elementen, während sie sich durch die Stadt bewegen. Die MPC verwendete hierfür eine hauseigene Simulationssoftware, die hochauflösende Simulationen von Gebäudeeinstürzen und Staubverwirbelungen ermöglichte.

### Filmmusik
Der Soundtrack zu Godzilla umfasst 20 Titel und wurde von Alexandre Desplat komponiert. Im Wissen, dass es ein lauter Film werden würde, stellte Desplat ein großes Orchester für einen wuchtigen, voluminösen Soundtrack zusammen; auf elektronische Musikelemente sollte verzichtet werden. Im starken Maße setzte er auf Geigen, Blechblasinstrumente und Hörner, die letztendlich den stampfenden, polternden Soundtrack ergeben. Eine Sonderstellung nimmt die Fallschirmsprungszene ein, in der die Komposition Lux Aeterna von György Ligeti verwendet wird. Laut Edwards ergab sich das per Zufall: Noch während er an der Prävisualisierung der Szene arbeitete, kam ihm die Idee dazu, als er spazieren ging und sein Handy zufällig diese Musik spielte.

### Marketing
Die Promotion des Films begann mit der San Diego Comic-Con International im Juli 2012. Hier präsentierte man das erste Teaser-Filmposter, das aber nur den Film-Schriftzug zeigte. Auch ein extra angefertigter Teaser wurde hier vorgeführt (siehe Abschnitt Projektentwicklung). Noch bis Ende 2012 erfuhr man nur wenig Neues über den Film.
Mit Drehbeginn im März 2013 verstärkte sich das Marketing. Am zweiten Drehtag meldete sich Edwards mit einem „Grußvideo“ an die Fans und erste Fotos vom Set wurden veröffentlicht. Während der Dreharbeiten veröffentlichte man gelegentlich immer wieder Bilder und Filmaufnahmen vom Set. Die ersten Filmposter präsentierte man bei der San Diego Comic-Con International 2013. Die ersten Standbilder und der erste offizielle, englischsprachige Trailer wurden am 10. Dezember 2013 veröffentlicht; derselbe Trailer in deutscher Fassung am 13. Dezember 2013. Weitere offizielle Trailer folgten am 25. Februar 2014 (in deutscher Fassung am 27. Februar 2014), am 18. März 2014 (in deutscher Fassung am 27. März 2014) und am 7. April 2014. Daneben produzierte man noch eigene Trailer-Variationen für Japan und für TV-Ausstrahlungen. Die Trailer zeigen Godzilla nie komplett bzw. nur schemenhaft hinter Rauch und Staub erkennbar.

## Veröffentlichung
In mehreren europäischen Ländern startete der Film am 14. Mai 2014. Der deutsche Kinostart war am 15. Mai 2014. In den Vereinigten Staaten kam der Film am 16. Mai 2014 in die Kinos. Die Heimveröffentlichung (deutschsprachige DVD, BD und 3D-BD) war am 25. September 2014. Die Erstausstrahlung im deutschsprachigen Free-TV erfolgte am Neujahrstag 2017 auf ORF eins und ProSieben.
Bei Produktionskosten von 160 Millionen US-Dollar spielte der Film am Startwochenende weltweit 196 Millionen US-Dollar ein, davon 93 Millionen US-Dollar in den Vereinigten Staaten und Kanada. Die Gesamteinnahmen beliefen sich weltweit auf rund 529 Millionen US-Dollar, davon 201 Millionen US-Dollar in den USA und Kanada. Den Break-even-Point gab Legendary Pictures mit rund 380 Millionen US-Dollar an. Aufgrund des kommerziellen Erfolges arbeitet Legendary Pictures an der Fortführung in Form eines Franchises, dem MonsterVerse (siehe Abschnitt Fortsetzungen (MonsterVerse)).
In der Liste der weltweit kommerziell erfolgreichsten Filme des Jahres 2014 belegt Godzilla den 14. Platz. In Deutschland zählte man knapp 960.000 Kinobesucher (Rang 36 des Jahres 2014).

## Hintergrund

### Inszenierung
Gareth Edwards wollte Godzilla realistisch inszenieren, weshalb er viel mittels Handkamera drehen ließ. Die Kamera sollte vor allem Positionen einnehmen, von denen auch ein natürlicher Beobachter das Geschehen hätte sehen können (vom Boden, Hubschrauber etc. aus). „Unmögliche“ Perspektiven wollte er vermeiden. Oft sind Menschen im Vordergrund zu sehen, um dem Zuseher einen Größenvergleich zu geben. Der Fallschirmsprung hingegen sollte (unterlegt von György Ligetis Lux Aeterna) wie ein „Sprung in die Hölle“ wirken – einschließlich Gebet des Militärpfarrers.
Godzilla wird bewusst nur sparsam gezeigt. Erst nach rund einer Stunde ist dieser erstmals vollständig zu sehen und alle Godzilla-Szenen machen in Summe nur 8 bis 11 Minuten (je nach Zählweise) des Films aus. Vielmehr wollten die Filmemacher Suspense-Momente nach dem Vorbild von Steven Spielbergs Filmklassiker Der weiße Hai schaffen. Auch mehrere Filmkritiker sahen Einflüsse von Spielbergs Filmen in Godzilla.

### Themen und Motive

#### Godzilla als Naturgewalt
Für Max Borenstein stellte sich beim Schreiben des Drehbuchs die Frage, was Godzilla thematisch repräsentiert. Er sah den gemeinsamen Nenner der im Laufe der Zeit entstandenen Filme (trotz verschiedenster Themen wie Atomkriege, Alien-Invasionen, Natur- und Umweltkatastrophen oder Bioengineering) darin, dass Godzilla sich gleich einer Naturgewalt außerhalb der menschlichen Kontrolle bewege. Das wollte er aufgreifen. Trotz moderner Waffen bleibe die Menschheit machtlos und werde so an ihre Kleinheit erinnert. Edwards bezeichnete seinen Film als „Mensch-gegen-Natur“-Geschichte, in der Godzilla eine Naturgewalt repräsentiert. Er sah die Figur nicht als gut oder böse, sondern eher als Antihelden. Der Kritiker Philipp Stadelmaier schrieb: „Dieser Godzilla aber ist kein Ausdruck des kollektiven Atombombentraumas oder irgendeiner öko-politischen Botschaft mehr […]. Er ist einfach ein Wesen, das mit dem Menschen die Erde teilt und nicht zu bezwingen ist.“ Menschen bleiben nur „Zuseher von etwas Größerem“, die Monster machen „ihren Kampf allein unter sich aus“.

#### Bezug zu realen Katastrophen
Dass die Zerstörungsbilder an Katastrophen aus jüngerer Zeit erinnern, sei laut Edwards „kein Unfall“: „Andere Generationen hatten die Titanic oder den Blitz. Für uns sind es die Tsunamis und der 11. September.“ Viele Kritiker sahen die Zerstörung des Atomkraftwerks in der fiktiven japanischen Stadt Janjira als Referenz auf die Nuklearkatastrophe von Fukushima. Dazu sagte Edwards: „Unser Film handelt überhaupt nicht von Fukushima […], aber ich wollte, dass er die Fragen widerspiegelt, die der Vorfall in Fukushima aufgeworfen hat.“ Laut dem Kritiker Christian Buß sei der Film wie die frühen Godzilla-Filme mit kollektiven Traumata aufgeladen: „In Hochhäuser stürzende Fluggeräte wecken Erinnerungen an 9/11; die Bilder von dem Wellenberg, der sich […] in Honolulu auftürmt, ähneln frappierend Aufnahmen von der Tsunami-Katastrophe 2004, und natürlich denkt man bei den Trümmern des (fiktiven) AKW unweigerlich an Fukushima.“ Die Titelsequenz mit Atombombentests in den 1950er Jahren verweise laut Philipp Stadelmaier auf den ursprünglichen Kontext der Godzilla-Reihe.

## Kritiken

### Deutschsprachige Kritiken
Von der deutschsprachigen Kritik erhielt Godzilla positive bis gemischte Rezensionen.
Mehrmals wurde Edwards‘ Godzilla als Verbeugung vor der berühmten Filmfigur gelobt. Christian Buß befand den Film auf Spiegel Online als „ethisch und ästhetisch ganz nah an der Urechse“, gleichzeitig aber frei von Nostalgie. Für Jörg Buttgereit (epd Film) sei Edwards ein „sensibler Fan, der die japanischen Wurzeln und die atomare Kinderstube der Monsterikone“ bewahre. Er bleibe, so Dietmar Dath in der Frankfurter Allgemeine Zeitung, dem Gojira-Kanon treu und erweise dem Monster „in jeder Hinsicht die Achtung“. Einige Kritiker sahen im Animationsstil des computeranimierten Godzillas eine Hommage an das Gummikostüm der Originalfilme. Besonderen Anklang fand auch Edwards’ Inszenierung. Philipp Stadelmaier schrieb in der Süddeutsche Zeitung vom „wunderbaren Auftauchen und Verschwinden der Monster im Nebel und […] tollen Variation der Distanzen“. Der Film habe „einige schlicht umwerfende Actionpanoramen“ zu bieten, so Drehli Robnik (filmgazette). Er hob die besondere Atmosphäre hervor:

„Insgesamt präsentiert sich ‚Godzilla‘ als der nicht allzu häufgige [sic!] Fall eines Blockbusters, der nicht nur malerisch ist […], sondern oft regelrecht traumwandlerische Noten hat: frontaler Monsterauftritt in lang gehaltener, grauer Totaleinstellung mit roten Lampions im Vordergrund, dazu ein Ton auf dem Klavier; Fallschirmsoldaten im freien Fall, dies nicht als Bungeejump oder sonstiger Sport inszeniert […], sondern als ein Dämmern vor einem Inferno, […]. Vieles hier ist gewagt und gewaltig.“

Christian Buß mochte die Herangehensweise an den Stoff:

„Denn das ist ja das Brillante an der Blockbusterfabel des jungen Regisseurs Gareth Edwards […]: Wie Edwards Retro-Chic und Fabulierwahnsinn in eine Geschichte bringt, die ihren fantastischen Stoff absolut ernst nimmt und daraus ein Apokalypsenszenario mit räumlicher Tiefe und verstörender Sogwirkung entwickelt.“

Nicht jeder Kritiker sah das positiv. Für Christoph Huber von der Presse werde der Film durch den „demonstrativ ernsten Ton“ zum depressiv-aggressiven Spektakel und Harald Peters sah ihn in der Welt als „weiteres Beispiel für die Nolanisierung des Actionkinos“. Bemängelt wurde auch das Drehbuch. Dies sei laut Süddeutsche Zeitung das Schwächste am Film. Für Björn Becher (Filmstarts.de) gebe es „einigen Leerlauf“. Christoph Huber nannte Godzilla „einen eher einfallslosen Hollywood-Katastrophenfilm“, der hinter seinem Konkurrenten Pacific Rim zurückbleibe.
Ein häufiger Kritikpunkt war mangelhafte Figurenzeichnung: Die Schauspieler werden „zwangsläufig zu ungläubigen Nebendarstellern degradiert“, für sie gebe es oft „kaum Gelegenheiten zu brillieren“. Keine Figur vermöge „wirklich zu interessieren“ und Aaron Taylor-Johnson bleibe ein „farbloser“ bzw. „reichlich hölzerner Held“. Bryan Cranston versuche laut Björn Becher (Filmstarts.de) noch, die „stärksten Akzente“ zu setzen, für Harald Peters ist dessen Figur sogar „so eindimensional“ angelegt, dass er „sich nicht anders zu helfen weiß, als seine Zeilen zu schreien, flehen oder zu wimmern.“ Peters’ Kritik in der Welt fiel negativ aus:

„Andererseits macht das Zerdeppern aber nur dann Freude, wenn einem auch die Leute […] etwas bedeuten. In ‚Godzilla‘ hat man aber längst das Interesse an ihnen verloren, weil so, wie Gareth Edwards den Film erzählt, er weder inhaltlich noch emotional oder dramaturgisch irgendeinen Sinn ergibt.“

Caspar Shaller verriss in der Zeit den Film: Godzilla werde mit Amerika und Amerika mit dem Militär gleichgesetzt. Die „riesigen Mottenmonster“ stünden für das Feindbild Asien/China. Der Film sei „plumpe Agitation“ und „krude Propaganda“.

### US-Kritiken
Todd McCarthys Kritik im Hollywood Reporter fiel – trotz einiger Abstriche – positiv aus. Godzilla sei in handwerklicher und technischer Hinsicht ausgezeichnet gemacht, leide aber unter langweiligen Charakteren. Edwards würde seiner Titelfigur schon „zu viel“ Respekt zollen: „[…] als wäre er ein älterer Bühnenstar, der respektvoll behandelt wird, taucht der Titelheld kaum bis zum zweiten Akt auf.“ Eric Henderson vergab im Slant Magazine 3,5 von 4 möglichen Punkten: In seiner stetigen Steigerung sei Godzilla das filmische Äquivalent zu Ravels Boléro, ein „kontemplatives Crescendo der Zerstörung“. Ebenfalls mit 3,5 von 4 möglichen Punkten bewertete Matt Zoller Seitz auf RogerEbert.com den Film und bezeichnete ihn als eine Kombination aus epischem Horrorfilm und Parabel über die revoltierende Natur. Er meinte: „Ich würde dem Film ernsthafte Minuspunkte geben, wenn er nicht so brillant inszeniert wäre, […] und wenn die Filmemacher nicht alles daran setzen würden, den Randstatus der Menschen zum Teil des Weltbildes des Films zu machen […].“ Peter Debruge fragte sich in der Variety, wozu es Stars in einem Zerstörungsfilm wie Godzilla brauche. Er fand die Gewichtung zwischen den Monstern und den menschlichen Charakteren nicht gelungen. Zudem verschwende der Film zu viel Energie für eine plausible Darstellung der Ereignisse.

## Fortsetzungen (MonsterVerse)
Godzilla stellt den Auftakt einer Reihe von Monsterfilmen dar, die ein fiktives filmisches Universum, das so genannte MonsterVerse, bilden. Zu dieser von Legendary Pictures produzierten und Warner Bros. Pictures verliehenen Reihe zählen weiters:
- 2017: Kong: Skull Island von Jordan Vogt-Roberts (keine direkte Godzilla-Fortsetzung)
- 2019: Godzilla II: King of the Monsters von Michael Dougherty (direkte Fortsetzung zu Godzilla)
- 2021: Godzilla vs. Kong von Adam Wingard (die Handlungsstränge von Kong: Skull Island und der Godzilla-Filme laufen hier zusammen)
- 2024: Godzilla × Kong: The New Empire von Adam Wingard (direkte Fortsetzung zu Godzilla vs. Kong)

## Trivia
- Als Joe und Ford Brody im Sperrgebiet Tokio ihre ehemalige Wohnung aufsuchen, ist in dieser Szene kurzzeitig ein Terrarium zu sehen, das die Aufschrift „Ford’s Moth“ (zu deutsch „Fords Motte“) trägt, wobei die Buchstaben „RA“ ergänzt wurden, was somit „Mothra“ bedeutet.
- Das „Project Monarch“ bzw. die gleichnamige Geheimorganisation im Film ist nicht zu verwechseln mit dem angeblich realen Project Monarch, einer Verschwörungstheorie.
- Es gab Spekulationen über ein Crossover zwischen Godzilla (bzw. dem MonsterVerse) und Pacific Rim. Der thematisch ähnlich gelagerte Film – ebenfalls eine Produktion von Legendary Pictures – kam im Jahr zuvor in die Kinos. Später ging die Pacific-Rim-Marke aber zu Universal Pictures über, was Crossoverpläne unwahrscheinlich machte.[96]

## Synchronisation
Die deutschsprachige Synchronisation stammt von der Firma RC Production aus Berlin. Das Dialogbuch verfasste Klaus Bickert, für die Dialogregie war Marius Clarén zuständig.
| Rolle                | Darsteller           | Synchronsprecher   |
| -------------------- | -------------------- | ------------------ |
| Joe Brody            | Bryan Cranston       | Joachim Tennstedt  |
| Lt. Ford Brody       | Aaron Taylor-Johnson | Ricardo Richter    |
| Sandra Brody         | Juliette Binoche     | Katrin Decker      |
| Elle Brody           | Elizabeth Olsen      | Annina Braunmiller |
| Admiral Stenz        | David Strathairn     | Reinhard Kuhnert   |
| Cpt. Russell Hampton | Richard T. Jones     | Oliver Siebeck     |
| Sgt. Tre Morales     | Victor Rasuk         | Julius Jellinek    |
| Military Analyst     | Taylor Nichols       | Axel Malzacher     |
| Stan Walsh           | Garry Chalk          | Roland Hemmo       |
| Dr. Ishiro Serizawa  | Ken Watanabe         | Tōru Tanabe        |
| Dr. Vivienne Graham  | Sally Hawkins        | Katrin Zimmermann  |

### Romanadaption, Prequel-Comic
- Greg Cox: Godzilla – The Official Movie Novelization. Titan Books, London 2014. ISBN 978-1-78329-094-9.
- Max Borenstein, Greg Borenstein: Godzilla: Awakening. DC Comics, 2014, ISBN 978-1-4012-5035-5. (deutsch Godzilla – Das Erwachen. Übersetzt von Jacqueline Stumpf. Cross Cult, Ludwigsburg 2014. ISBN 978-3-86425-363-8.)

### Produktionsnotizen
- Mark Cotta Vaz: Godzilla – Die Kunst der Zerstörung. Cross Cult, Ludwigsburg 2014, ISBN 978-3-86425-364-5.

### Kritikenspiegel (deutschsprachig)
Positiv:
- Spiegel Online, 12. Mai 2014, Christian Buß: Auferstanden aus den Ruinen Fukushimas.
- Frankfurter Allgemeine Zeitung, 14. Mai 2014, Dietmar Dath: Zerstampfter Dampf.
- Süddeutsche Zeitung, 22. September 2014, Philipp Stadelmaier: Monster im Mittelpunkt.
- Der Tagesspiegel, 14. Mai 2014, Jörg Wunder: Auferstanden zum Ruinieren.
- filmgazette, Drehli Robnik[98]
- epd Film, Jörg Buttgereit[99]
- Cinema[100]

Eher positiv:
- GIGA, 11. Mai 2014, Philipp Schleinig[101]
- Filmstarts.de, Björn Becher[102]

Eher negativ:
- Die Presse, 14. Mai 2014, Christoph Huber: Godzilla ist nicht fett genug!.
- Filmdienst.de, Tim Slagman[103]

Negativ:
- Die Welt, 14. Mai 2014, Harald Peters: Hier machen auch Monster nichts mehr kaputt.
- Die Zeit, 15. Mai 2014, Caspar Shaller: Angriff der Monstermotte.